# Invasion de Tulagi
Pour les articles homonymes, voir Bataille de Tulagi et Gavutu–Tanambogo.
Guerre du Pacifique
Batailles
Campagne de Guadalcanal

Terrestres : 
- Tulagi et Gavutu–Tanambog
- Tenaru
- Edson's Ridge
- Rivière Matanikau
- Henderson Field
- Offensive de la Matanikau
- Koli Point
- Carlson's patrol
- Monts Austen

Navales :
- Île de Savo
- Salomon orientales
- Cap Espérance
- Îles Santa Cruz
- Bataille navale de Guadalcanal
- Tassafaronga
- Ke
- Îles de Renell

L’invasion de Tulagi, survenue du 3 au 4 mai 1942 faisait partie de l'Opération Mo, à savoir le plan de bataille de l'empire du Japon contre les Forces alliées dans le Pacifique sud et sud-ouest en 1942. Ce fait d'arme de l'Armée nipponne marque le début de la bataille de la mer de Corail. 

## L’attaque japonaise
Le plan MO prévoyait la capture de l'îlot de Tulagi et de Gavutu, au cœur des îles Salomon britanniques, par les troupes des 2e et 3e compagnies de la force navale spéciale de débarquement de Kure de la Marine impériale japonaise. La construction d’une base aérienne sur cet îlot permettait de couvrir le flanc des forces japonaises avançant sur Port Moresby en Nouvelle-Guinée. La base pouvait aussi gêner légèrement les voies de communication entre les États-Unis et l’Australie. L’invasion débuta par un bombardement aérien de l’île. Un vapeur ancré dans le port de Tulagi sauta dans une immense gerbe de feu et un dépôt d’essence fut détruit qui dégagea un nuage noir sur la bourgade.

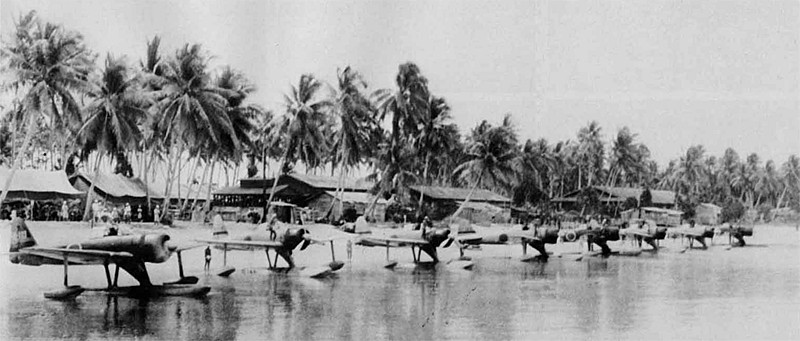
Un groupe de Nakajima A6M2-N dans une île du Pacifique

Des troupes britanniques, symboliques, du corps des Royal Marines qui contrôlaient l’ilot, seul le commissaire résident avec les colons Blancs, s’étaient repliés dans l’île de Malaita juste avant l’arrivée des forces japonaises, le 3 mai. Précisons que les agents du G.2, des services de décryptage américains, avaient décodé le plan d’invasion japonais de Port-Moresby et de Tulagi. De plus, le 5 mai des Coastwatchers, MacFarlan et K.H. Hay, étaient installés dans le poste de guet du camp de mineurs de Gold Ridge, à Guadalcanal, à 1 200 mètres d’altitude, transmirent au jour le jour des renseignements sur l’activité des Japonais dans le détroit de Sealark et permirent ainsi à l’aviation alliée d’infliger de lourdes pertes à l’ennemi. 
Toujours est-il que, c’est la 4e flotte, sous le commandement de l’amiral Shigeyoshi Inoue, qui devait bombarder et occuper Tulagi. Lors du bombardement, la destruction des pylônes de la station radio de Tulagi n’a eu aucune incidence, car le matériel était vieux et hors d'usage. Tulagi et Tanambogo demandèrent des secours. Les dégâts étaient considérables mais les pertes en vies humaines relativement peu importantes. La base aérienne fut partiellement détruite.

## L’attaque américaine du 5 mai 1942
Le lendemain, la Task Force 17 composée de porte-avions américains, attaqua les forces japonaises (ceci étant le tout début de la bataille de la mer de Corail). Deux attaques aériennes (l’une vers 07h00 et l'autre l’après-midi) coulèrent des trois petits cargos de 12 000 tonnes et le pétrolier de 20 000 tonnes Hoshima Maru, endommagèrent deux contre-torpilleurs, coulèrent le destroyer Kikuzuki, et détruisirent des avions japonais impliqués dans l’opération de débarquement. Les troupes japonaises occupèrent néanmoins Tulagi et commencèrent la construction d’une petite base navale.

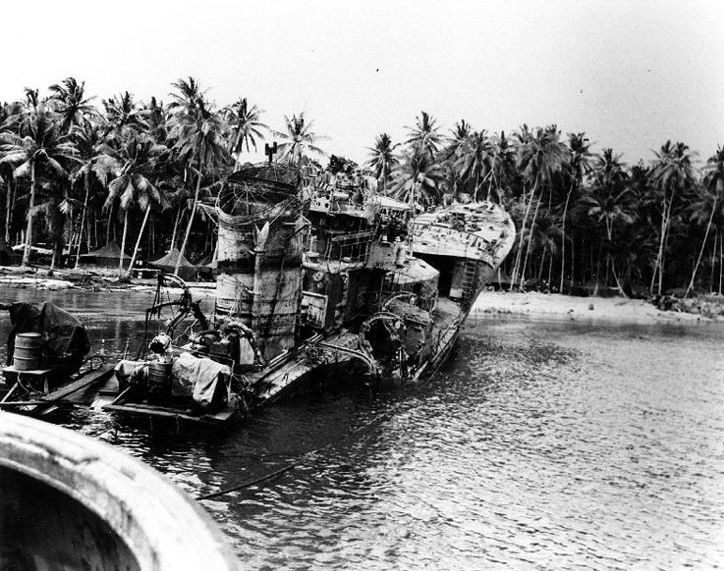
La coque rouillée du Kikuzuki, photographiée à Tulagi en août 1943 après que les forces américaines ont traîné l'épave sur la plage.

Au cours des mois suivant, les Japonais firent de la base un point de ravitaillement naval, de communications, et d’hydravions. La base s’étendit sur les îlots proches de Gavutu et de Tanambogo. En juillet 1942, les Japonais commencèrent à construire un grand terrain d’aviation sur l’île voisine de Guadalcanal. Les activités japonaises sur Tulagi et Guadalcanal ont été observées par les avions de reconnaissance alliés, ainsi que le personnel des coastwatchers (observateurs côtiers) australiens stationné dans la région. 
Les Alliés reprirent Tulagi lors d’un débarquement le 7 août 1942, au début de la bataille de Guadalcanal.

## Origine de l’article
- (en) Cet article est partiellement ou en totalité issu de l’article de Wikipédia en anglais intitulé « Japanese Tulagi landing (1942) » (voir la liste des auteurs).

## Autres lectures
- Maury, Roger, S.O.S. Guadalcanal appelle..., roman des Éditions Fleuve Noir, 1973.
- Mueller, Joseph N., Guadalcanal 1942: Les Marines contre-attaquent, série Grandes batailles no.18, Osprey/DelPrado, 2004,  (ISBN 2-84349-178-9)
- Pierroux, Jacques, Mer de Corail, Marabout Junior no.305, 1960.
- Les As de la Marine impériale japonaise 1941-1945, de la série: «Les Combats du Ciel» no.4, Osprey/Delprado, 1999  (ISBN 2-84349-018-9)